# F-86 Sabre
El North American F-86 Sabre (a vegades anomenat Sabrejet) va ser un avió de caça de reacció dissenyat pels Estats Units a l'inici de la Guerra Freda. Fou àmpliament utilitzat a la Guerra de Corea. El seu disseny amb ala en fletxa era una gran evolució en els reactors americans i li va permetre combatre en igualtat de condicions amb el MiG-15 soviètic amb què tenia una configuració semblant. És considerat un dels avions de caça més importants de la Guerra de Corea i és un dels reactors més coneguts de tots els temps. Tot i ser desenvolupat a la fi dels anys quaranta del segle xx i trobar-se ja desfasat deu anys més tard va ser utilitzat com a caça de primera línia per moltes forces aèries en dates posteriors. De fet els últims avions en ser retirats del servei militar actiu van ser els de la Força Aèria Boliviana l'any 1994.

## Disseny

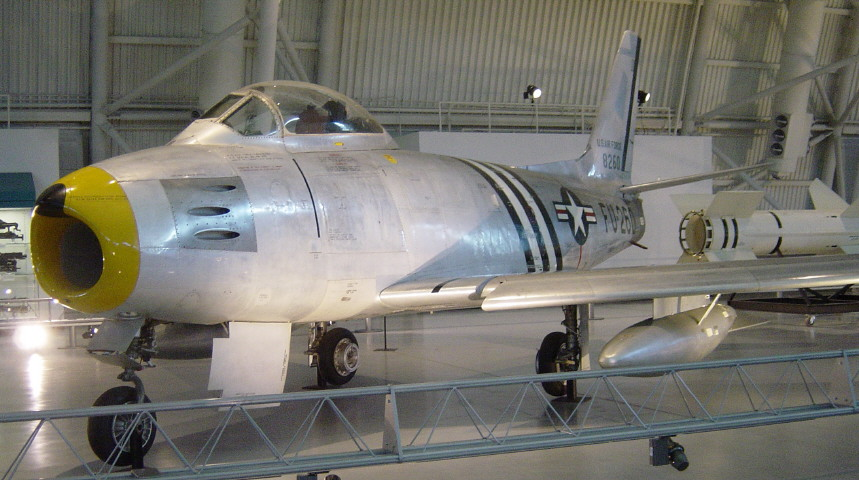
Un F-86 Sabre en exposició amb les ensenyes de la 4th Fighter Wing de l'USAF.

### Propulsió
L'F-86 va ser produït tant en versions d'interceptor com de caça bombarder amb múltiples variant i millores durant tot el seu procés de producció.
El prototip XP-86 estava equipat amb un turboreactor J35 que produïa una empenta de 18 kN produït per originalment per Chevrolet i després per Allison. Versions successives d'aquest motor van oferir una empenta molt major, la versió de sèrie F-86A-1 ja equipava el motor J47 amb 23 kN i en la versió caçabombardera F-86H utilitzava un J73 de 41 kN.

### Armament
Aquesta major potència era necessària per transportar la càrrega de fins a 2000 lliures (907 kg) de bombes convencionals i de napalm, coets i tancs de combustible extern. El coets utilitzats habitualment eren sense guiatge, de 70 mm de diàmetre en missions d'entrenament i 127 mm en missions de combat. L'armament principal constava de 6 metralladores amb un calibre de 0,50 polzades (12,7 mm) M3 Browning amb alimentació de munició elèctrica.

## Cultura popular
En els simuladors de vol existeixen una o més variants del F-86 Sabre, com el simulador de vol de codi obert FlightGear, així com en el sector comercial.

## Especificacions de l'F-86F
Dades de The North American Sabre:
- Tripulació=1 pilot
- Longitud=11,4 m
- Envergadura=11,3 m
- Altura=4,5 m
- Superfície alar=29,11 m²
- Pes en buit=4940 kg
- Pes carregat=6.894 kg
- Pes màxim a l'enlairament=9234 kg

Dibuix esquemàtic de l'F-86 Sabre.

- Motor= 1 General Electric J47-GE-27
- Velocitat màxima= 1.106 km/h a nivell del mar
- Autonomia= 1.490 km, amb dos tancs de 450 kg c/u externs

- Altitud màxima de servei= 14.630 m
- Ràtio d'ascens= 45,72 m/s
- Càrrega alar= 236,7 kg/m²
- Ràtio potència/massa= 0,25 kW/kg
- Armament=
  - 6 metralladores M2 Browning de calibre .50 BMG (12.7 mm) amb un total de 1.602 cartutxs.
  - màxim 2 bombes de 450 kg c/u amb tancs externs, o 4 bombes de 450 kg sense tancs.
  - diversos llançadors de coets. Habitualment 2 contenidors llançacoets Matra cadascun amb 18 coets SNEB de calibre 68 mm.